# Marisora unimarginata
Marisora unimarginata — вид сцинкоподібних ящірок родини сцинкових (Scincidae). Мешкає в Коста-Риці і Панамі. 

## Поширення та екологія
Marisora unimarginata мешкають на тихоокеанських схилах Коста-Рики та в Панамі. Вони живуть у вологих і сухих тропічних лісах, трапляються на полях і пасовищах. Зустрічаються на висоті до 1500 м над рівнем моря.